# USS Munda (CVE-104)
Авіаносець «Мунда» (англ. USS Munda (CVE-104)) - ескортний авіаносець США часів Другої світової війни, типу «Касабланка».

## Історія створення
Авіаносець «Мунда» був закладений 29 березня 1944 року на верфі Kaiser Shipyards у Ванкувері під ім'ям Tonowek Bay. Спущений на воду 27 травня 1944 року. Вступив у стрій 8 липня 1944 року. 23 вересня перейменований в «Мунда» на честь битви в затоці Мунда (Соломонові Острови).

## Історія служби
Після вступу в стрій в червні-серпні 1945 року авіаносець здійснював перевезення літаків для потреб з'єднання TF-38.
Після закінчення бойових дій корабель перевозив американських солдатів та моряків на батьківщину (операція «Magic Carpet»).
13 вересня 1946 року авіаносець був виведений в резерв. 12 червня 1955 року перекласифікований в допоміжний авіаносець CVU-104. 1 вересня 1958 року корабель був виключений зі списків флоту і у 1960 році проданий на злам.